# کالوم ایوانز
کالوم ایوانز (انگلیسی: Callum Evans؛ زادهٔ ۱۱ اکتبر ۱۹۹۵) بازیکن فوتبال اهل بریتانیا است.
از باشگاه‌هایی که در آن بازی کرده‌است می‌توان به باشگاه فوتبال مکلسفیلد تاون اشاره کرد.